# Quercus ellipsoidalis
Quercus ellipsoidalis är en bokväxtart som beskrevs av Ellsworth Jerome Hill. Quercus ellipsoidalis ingår i släktet ekar, och familjen bokväxter. IUCN kategoriserar arten globalt som livskraftig. Inga underarter finns listade.

## Bildgalleri

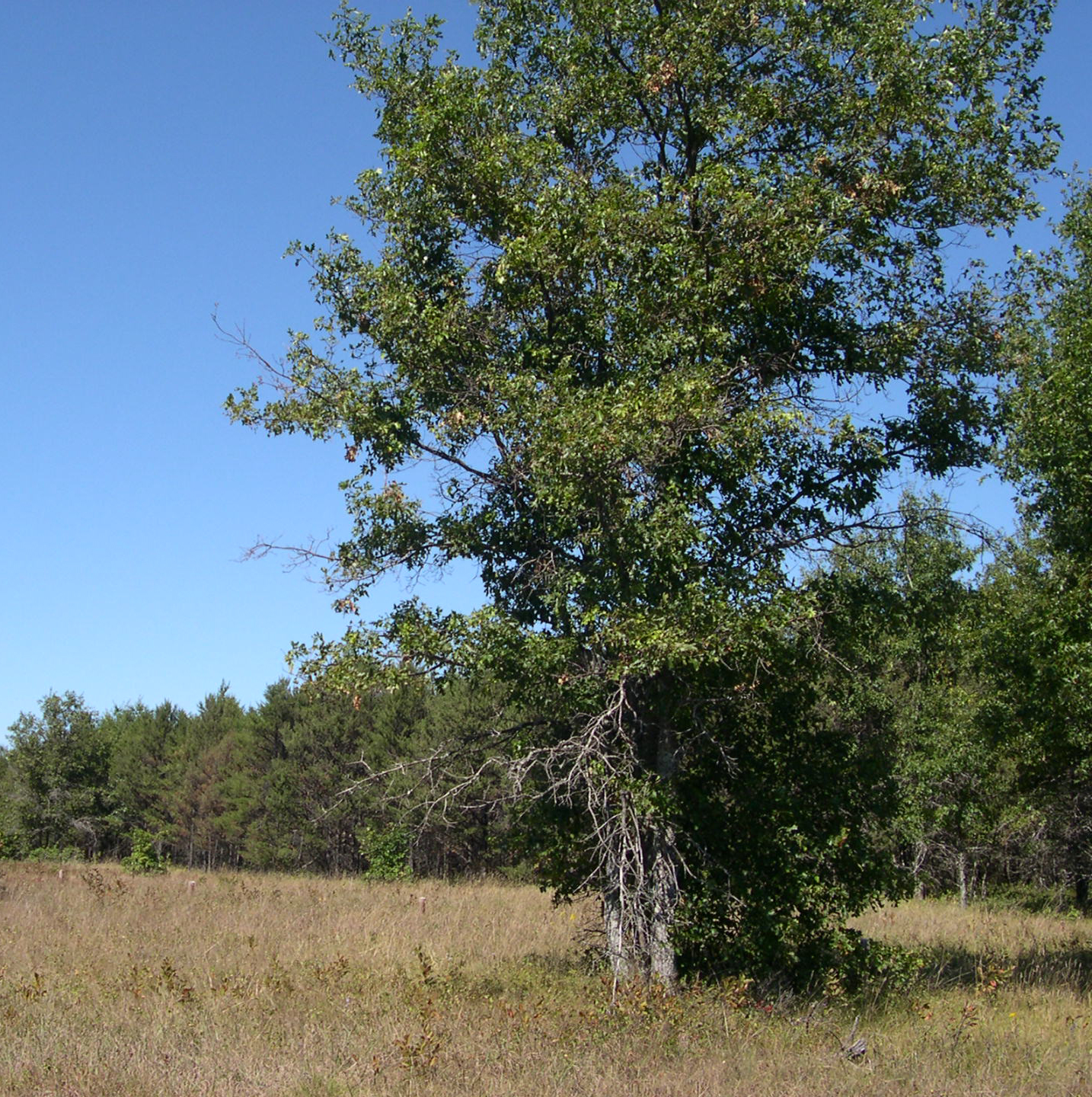
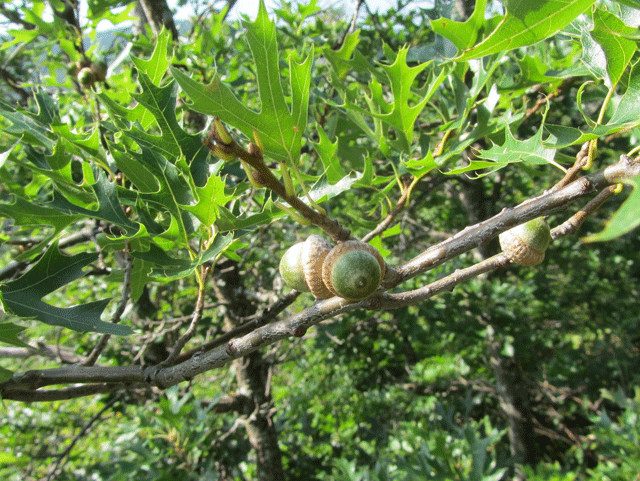
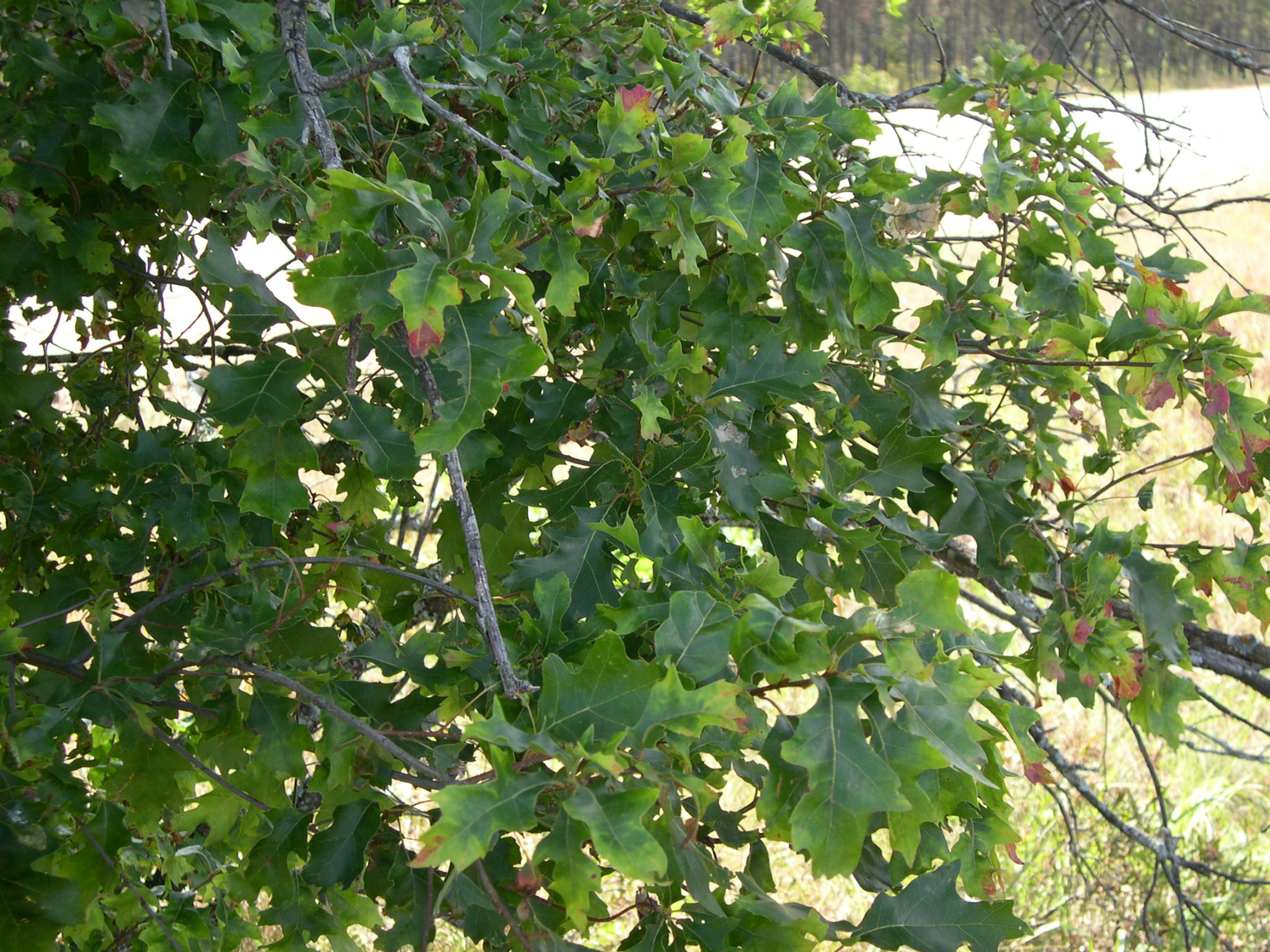